# Chilophus solus
Chilophus solus är en mångfotingart som beskrevs av Chamberlin 1921. Chilophus solus ingår i släktet Chilophus och familjen Oxydesmidae. Inga underarter finns listade i Catalogue of Life.